# Atkarsk
Atkarsk (in russo Аткарск?) è una città della Russia europea centro-meridionale, situata nell'oblast' di Saratov alla confluenza fra Medvedica e Atkara. È capoluogo dell'Atkarskij rajon.
La sua fondazione risale al XVIII secolo; lo status di città fu concesso nel 1781 dalla zarina Caterina II.